# キーナン・ロビンソン
キーナン・ロビンソン（Keenan Robinson 1989年7月7日- ）はネブラスカ州オマハ出身の元アメリカンフットボール選手。現役時代のポジションはインサイドラインバッカー。

## 経歴

### プロ入り前
ネブラスカ州オマハで生まれた彼は、テキサス州プレイノの高校に進学、ラインバッカー、ディフェンシブエンドとしてプレー、273タックル、5サック、5ファンブルフォース、5ファンブルリカバー、1インターセプトを記録した。2006年、USAトゥデイ、パレード誌よりオールアメリカンに選ばれた。大学入学を前に Rivals.com からは四つ星、全米4位のアウトサイドラインバッカーに、Scout.com からは四つ星、全米5位のストロングサイドラインバッカーに評価された。
テキサス大学では39試合の先発を含む51試合に出場、バトカス賞のセミファイナリストに2度選ばれた。
2008年、12試合に出場し、アウトサイドラインバッカー、スペシャルチームでプレーした。2009年、全14試合にアウトサイドラインバッカーとして先発出場し、ビッグ12カンファレンスのオールチームに選ばれた。2010年、チームトップの113タックル（61ソロタックル）、2サック、2インターセプト、2ファンブルリカバー、1ファンブルフォースをあげて、全12試合にアウトサイドラインバッカーとして先発出場、カンファレンスのセカンドチームに選ばれた。またバトカス賞のセミファイナリストに残った。2011年、全13試合に先発し、106タックルをあげた。この年もカンファレンスのセカンドチームに選ばれ、バトカス賞のセミファイナリストにも残った。

### ワシントン・レッドスキンズ
2012年のNFLドラフト4巡でワシントン・レッドスキンズに指名された。レッドスキンズのディフェンスコーディネーター・ジム・ハスレットは、彼をアウトサイドラインバッカーからインサイドラインバッカーにコンバートすることを発表した。5月17日、レッドスキンズと4年契約を結んだ。感謝祭の日に行われた第12週ダラス・カウボーイズ戦で胸筋を断裂し、11月26日に故障者リスト入りした。ペリー・ライリーの控え、スペシャルチームとしてプレーし、12タックルをあげた。
2013年シーズンは怪我のためプレーしなかった。2014年シーズンは、開幕戦のヒューストン・テキサンズ戦でキャリア初先発を果たし、第4週のニューヨーク・ジャイアンツ戦にてキャリア初インターセプトを記録した。

### レッドスキンズ退団後
2016年3月10日にニューヨーク・ジャイアンツと契約し、2年間プレーした。
2018年6月24日にバッファロー・ビルズと契約したが、8月23日に現役引退を表明した。